# يهود مزراحيون
اليهود المزراحيون أو مزراحيم (بالعبريّة: מִזְרָחִים) مصطلح عبري لليهود الشرقيين وتعني باللغة العبرية مشرقي، وتطلق هذه الكلمة على اليهود القادمين أو المتحدرين من سلالة يهود الشرق الأوسط وبعض البلدان الإسلامية من العصور التوراتية إلى العصر الحديث. يتضمن مصطلح اليهود المزراحيين أيضاً يهود إيران، ويهود الجبال (القفقاس)، ويهود الهند، ويهود كردستان، ويهود جورجيا، ويهود بخارى (أسيا الوسطى) إضافة إلى يهود اليمن ويهود المجر ويهود العراق ويهود إثيوبيا ويهود السودان ويهود سوريا ويهود الجزيرة العربية. وتقابل هذه الكلمة مصطلح اليهود الأشكنازيين لليهود الأوروبيين. من الناحية الدينية يتابع اليهود المزراحيون (باستثناء يهود اليمن) المذهب السفاردي الذي تطور لدى اليهود الخارجين من إسبانيا والبرتغال في القرنين الخامس عشر والسادس عشر. أما يهود اليمن فيتابعون مذهبا دينياً يهودياً خاصاً بهم. ويشمل المصطلح أيضاً اليهود من تونس والجزائر وليبيا والمغرب الذين عاشوا في شمال إفريقيا قبل وصول السفارديم.
استخدام مصطلح «مزراحي» يُمكن أن يكون مثيرا للجدل إلى حد ما. يتم تطبيق المصطلح في بعض الأحيان على أحفاد اليهود المغاربيين والسفارديين الذين عاشوا في شمال إفريقيا (مصر وليبيا وتونس والجزائر والمغرب)، والمجتمعات السفاردية في تركيا، والمجتمعات المختلطة في بلاد الشام ولبنان وإسرائيل وسوريا. قبل قيام دولة إسرائيل، لم يُعرّف اليهود المزراحيم أنفسهم كمجموعة فرعيَّة يهودية منفصلة. بدلاً من ذلك، وصف اليهود المزراحيون أنفسهم بصفة عامة بأنهم سيفارديون، لأنهم يتبعون تقاليد اليهودية السفاردية (ولكن مع بعض الاختلافات بين «العادات» في مجتمعات معينة). وقد نتج عن ذلك اختلاط في المصطلحات، خاصةً في إسرائيل وفي الاستخدام الديني، مع استخدام «السفاردي» بمعنى واسع، بما في ذلك اليهود المزراحيم واليهود من شمال إفريقيا. من وجهة نظر الحاخامية الإسرائيلية الرسمية، فإن أي حاخامات من أصل مزراحي في إسرائيل يخضعون لسلطة حاخام السفارديم الأكبر في إسرائيل.
اعتباراً من عام 2005، كان 61% من اليهود الإسرائيليين من أصل مزراحي كامل أو جزئي.
من عام 1948 إلى عام 1980، تم طرد أكثر من 850,000 يهودي مزراحي وسفاردي، أو فروا أو تم إجلاؤهم من دول عربية أو إسلامية.

## اللغة

### اللغة العربية
يتحدث المزراحيون في العالم العربي (على غرار المغرب، والجزائر، وتونس، وليبيا، ومصر، واليمن، والسعودية، والأردن، ولبنان، وسوريا، وكردستان العراق) اللغة العربية في معظم الأحيان. وقد كتِبت العديد من الأعمال الفلسفية والدينية والأدبية البارزة لليهود في إسبانيا وشمال إفريقيا وآسيا باللغة العربية وذلك باستخدام شكل معدل من الأبجدية العبرية.

### اللغة الآرامية
تعد الآرامية عائلة فرعية من عائلة اللغات السامية. صنفت لهجات محددة من اللغة الآرامية باعتبارها «لغات يهودية»، نظرًا لكونها اللغة المستعملة في عدد من النصوص اليهودية الرئيسية مثل التلمود والزوهار، والعديد من التلاوات الشعائرية مثل الكاديش. كانت الآرامية لغة المناقشات التلمودية في المدارس الدينية (اليشيفوت) على الصعيد التقليدي، فقد كانت العديد من النصوص الحاخامية مكتوبةً بمزيج من اللغتين العبرية والآرامية. استعيرت الأبجدية العبرية الحالية، المعروفة باسم «الحروف الآشورية» أو «النص المربع»، من اللغة الآرامية في واقع الأمر.
يتحدث المزراحيون في منطقة كردستان بلهجة آرامية، وتشمل هذه المنطقة أجزاءً من تركيا وسوريا والعراق وإيران. تعد اللغات الآرامية اليهودية، التي يتحدث بها اليهود الأكراد، من اللغات الآرامية الحديثة المنحدرة من الآرامية البابلية اليهودية. وترتبط هذه اللهجات باللهجات الآرامية المسيحية التي يتحدثها الشعب الآشوري، وهم المسيحيون السريان الذين يرجِعون أصولهم إلى آشور، وهي إحدى أقدم الحضارات في العالم، والتي يعود تاريخها إلى عام 2500 ق.م في بلاد الرافدين القديمة.

### اللغة الفارسية ولغات ولهجات أخرى
تعد اللغات اليهودية الإيرانية من بين اللغات الأخرى المرتبطة بالمزراحيين مثل اللغة الفارسية اليهودية، واللهجة البخارية، والتاتية اليهودية، واللغات الكردية، واللغة الجورجية، والمراثية اليهودية، والماليالامية اليهودية. كذلك يتحدث يهود بخارى المنحدرون من مختلف بلدان آسيا الوسطى، ويهود الجبال الذين يعيشون في أذربيجان، اللغة الروسية بطلاقة، نظرًا للصفة السابقة التي تمتعت بها تلك الدول كجمهوريات تابعة للاتحاد السوفيتي تحت الحكم الاستعماري.

## يهود العراق

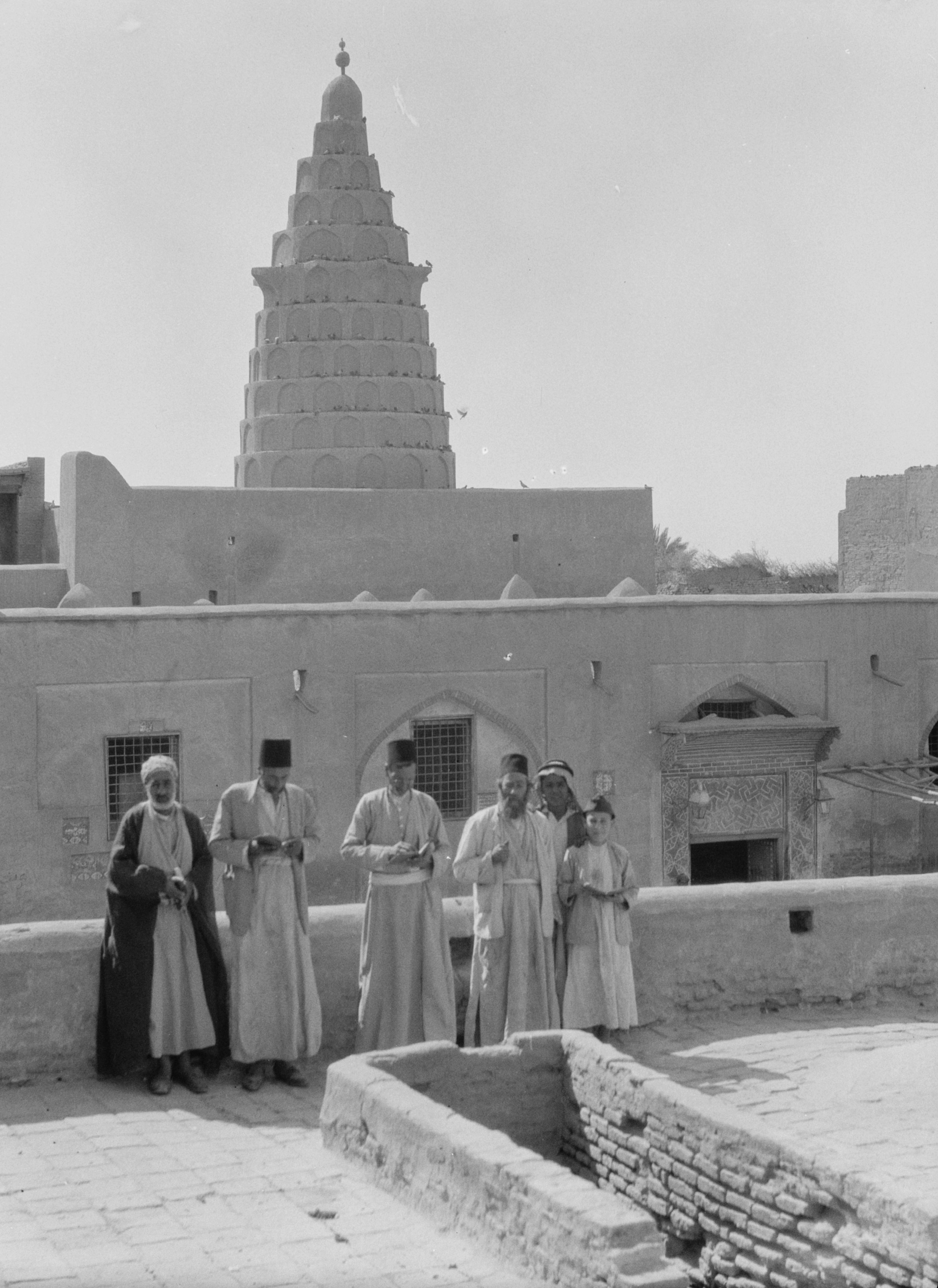
يهود عراقيون أمام ضريح النبي ذو الكفل عام 1932م.

يهود العراق هو المصطلح الذي يطلق على سكنة العراق من اليهود الذين هاجر أغلبهم بعد سنة 1948 (الغالبية لإسرائيل) حيث انخفضت نسبتهم من مجموع سكان العراق من 2.6% في عام 1947م إلى 0.1% من سكان العراق عام 1951م.

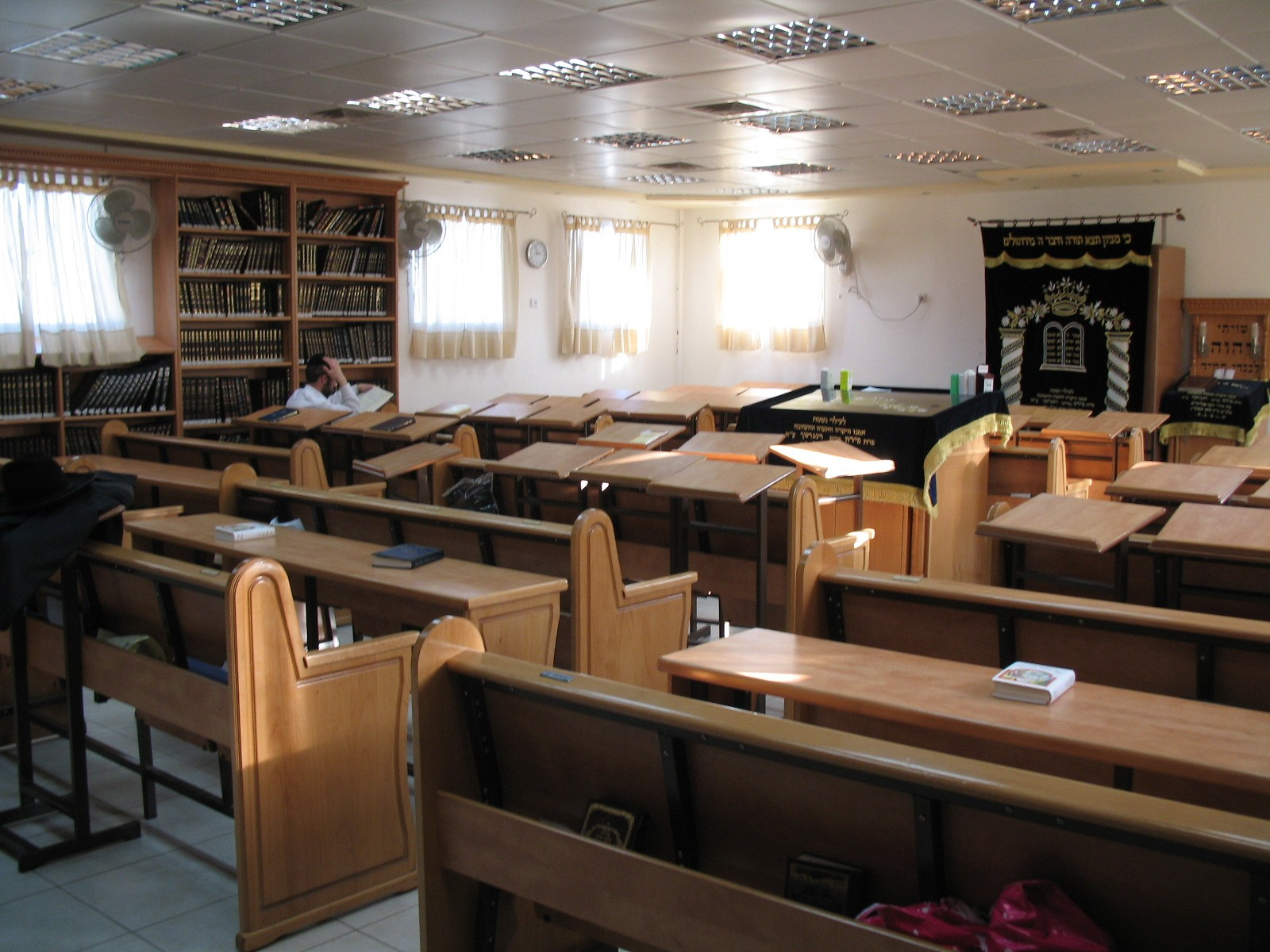
كنيس البحرين أحد الكنائس اليهودية في البحرين

## يهود لبنان
اليهود اللبنانيون هم الأشخاص الذين يدينون باليهودية في لبنان، ومعظمهم من أصول مزراحية، ويعيشون في العاصمة بيروت وضواحيها. هاجر بعض اليهود اللبنانيين لإسرائيل والغالبية هاجرت إلى فرنسا وأمريكا الشمالية. يعيش أقل من 33 يهودي في لبنان اليوم مقارنة مع 14 ألفا عام 1948 م.

## تعدادهم عالميا

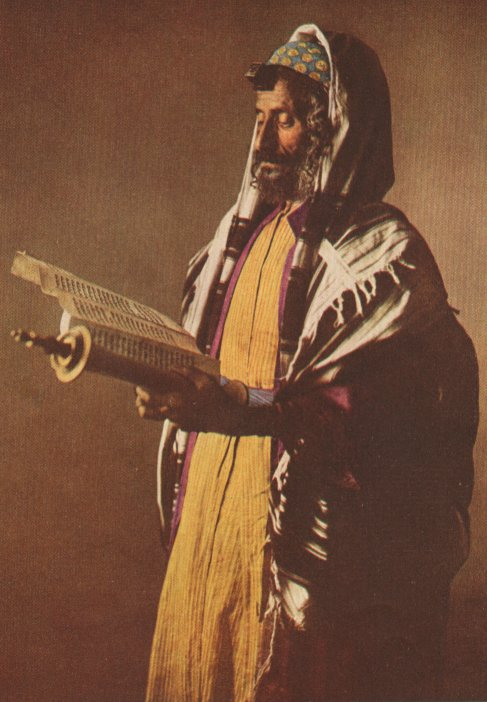
صورة تعود لعام 1914 ليهودي يمني بثياب يهودية تقليدية وتبدو واضحة زنانيره«خصل الشعر المتدلية قرب السالف والتي لا يقصها اليهود»

لا توجد إحصائيات دقيقة لليهود المزراحيين إلا أنه تقدر أعدادهم بحوالي:
- مليوني نسمة في إسرائيل
- 400 الف نسمة في أوروبا
- إضافة إلى وجود غير محدد منهم في الولايات المتحدة الأمريكية والهند وهونغ كونغ وهنغاريا.